# Дикуни
«Дикуни́» (англ. Savages) — кримінальний трилер 2012 року режисера Олівера Стоуна, в головних ролях: Тейлор Кітч, Аарон Тейлор-Джонсон, Блейк Лайвлі, Сальма Гаєк, Бенісіо Дель Торо та Джон Траволта.

## Сюжет
Починати будь-який бізнес важко, навіть коли не потрібно дотримуватися усіх державних чи злочинних законів. Цього не врахували двоє друзів, які взялися продавати наркотики власного виробництва. В результаті — викрадено найкращу подругу, а ціна за її звільнення — весь торішній заробіток. Але у них уже є досить амбітний план, який не передбачає дипломатичних переговорів.

## У ролях
| Актор                | Роль                            |
| -------------------- | ------------------------------- |
| Тейлор Кітч          | Джон "Чон" Макаллістер-молодший |
| Блейк Лайвлі         | Офелія "О" Сейдж                |
| Аарон Тейлор-Джонсон | Бен Леонард                     |
| Бенісіо дель Торо    | Мігель "Ладо" Арройо            |
| Джон Траволта        | Денніс Кейн                     |
| Сальма Хаєк          | Елена Санчес                    |
| Деміан Бічір         | Алекс Рейєс                     |
| Еміль Гірш           | Спін                            |
| Шей Віґем            | Чед                             |
| Сандра Ечеверріа     | Магда                           |
| Дієго Катаньо        | Естебан                         |

## Виробництво
Кінокомпанії: Ixtlan, Onda Entertainment, Relativity Media

## Дубляж та закадрове озвучення українською

### Дубляж студії «Le Doyen» на замовлення «B&H Film Distribution»
- Фільм дубльовано українською мовою студією «Le Doyen» на замовлення B&H Film Distribution у 2012 році.[3]

### Багатоголосе закадрове озвучення на замовлення телеканалу«НЛО TV»
- Фільм озвучено українською мовою на замовлення телеканалу «НЛО TV».

Ролі озвучували: Ярослав Чорненький, Анатолій Зіновенко, Олесь Гімбаржевський і Юлія Перенчук